# Бейра-Мар (Рібейра Гранде)
Бейра-Мар Дешпортіву Клубе або просто Бейра-Мар (порт. Beira-Mar Desportivo Clube) — професіональний кабовердійський футбольний клуб з міста Рібейра Гранде у північно-західній частині острова Санту Антау.

## Історія клубу
Команда виграла свій перший та останній на сьогодні чемпіонський титул у 2006 році. Цей успіх дозволив клубу вперше вийти до Національного Чемпіонату після розпаду на дві зони Чемпіонату острова Санту-Антау, вони потрапили до групи В, здобули в ній тільки одну перемогу і чотири очки.
«Бейра-Мар» в основному робить ставку на молодих гравців. На початку 2010-их років клуб страждав від фінансових проблем та знявся зі змагань, через що скоротили кількість команд в північній зоні острова. Нещодавно клуб повернувся до участі в змаганнях.

## Досягнення
- Чемпіонат острова Санту-Антау (Північ): 1 перемога

2005/06
- Другий дивізіон Чемпіонату острова Санту-Антау (Північ): 1 перемога

2014/15
- Кубок Рібейра Гранде: 1 перемога

2008/09

## Історія виступів у чемпіонатах та кубках

### Національний чемпіонат
| Сезон    | Див.     | Міс.     | Іг. | В | Н | П | ЗМ | ПМ | РМ | О | Кубок | Примітки     | Плей-оф            |
| -------- | -------- | -------- | --- | - | - | - | -- | -- | -- | - | ----- | ------------ | ------------------ |
| 2006     | 1B       | 5        | 5   | 1 | 1 | 3 | 5  | 8  | -3 | 4 |       | Не пробилися | Не приймали участі |
| Загалом: | Загалом: | Загалом: | 5   | 1 | 1 | 3 | 5  | 8  | -3 | 4 |       |              |                    |

### Чемпіонат острова
| Сезон   | Див. | Міс. | Іг. | В | Н | П | ЗМ | ПМ | РМ  | О | Кубок | Суперкубок | Примітки                          |
| ------- | ---- | ---- | --- | - | - | - | -- | -- | --- | - | ----- | ---------- | --------------------------------- |
| 2005-06 | 2    | 1    | -   | - | - | - | -  | -  | -   | - |       |            | Вихід до національного Чемпіонату |
| 2013-14 | 2    | 6    | 10  | 2 | 1 | 7 | 14 | 25 | -11 | 7 |       |            | Вибування до Другого дивізіону    |
| 2014-15 | 3    | 1    | -   | - | - | - | -  | -  | -   | - |       |            | Вихід до національного Чемпіонату |

## Деякі статистичні дані
- Найкращий рейтинг: 5-те місце (національний чемпіонат)
- Найбільша кількість забитих м'ячів: 5 (національний чемпіонат)
- Найбільша кількість набраних очок: 4 (національний чемпіонат)